# Università di Palermo (Buenos Aires)
L'Università di Palermo (in spagnolo Universidad de Palermo, UP) è un'università privata argentina. L'UP permette il conseguimento di lauree in modalità telematica, in presenza e combinata nelle seguenti aree accademiche: Economia, Design e Comunicazione, Giurisprudenza, Scienze sociali e Ingegneria. Ha 10 sedi situate a Buenos Aires, in cui studiano più di 14.000 studenti universitari e post-laureati provenienti da 60 paesi. L'UP offre più di cento lauree o diplomi universitari.

## Storia
Nel 1986, un gruppo di accademici e intellettuali istituì la Fundación Universidad de Palermo (Fondazione Università di Palermo), con l'idea di creare un'università con lo stesso nome.

## Facoltà
- Economia
- Design e Comunicazione
- Giurisprudenza
- Scienze sociali
- Ingegneria

## Classifica
Secondo la QS World University Rankings, l'UP è la sesta migliore università privata del paese e si classifica al quarto posto a Buenos Aires.

## Ex studenti degni di nota
- Patricia Bullrich - Ministro della sicurezza dell'Argentina
- Carla Rebecchi - giocatrice di hockey
- Diego Bucchieri - skateboarder
- Marcelo Tribuj - imprenditore, fondatore e CEO di Truelogic Software